# Abell 39
Az Abell 39 kis felületi fényességű, gömb alakú planetáris köd a Tejútrendszerben, a Hercules csillagképben. A Tejútrendszer legnagyobb gömb alakú planetáris ködei közé tartozik, átmérője mintegy 6, távolsága 7000 fényév. Központi csillaga régebben a Naphoz hasonló csillag lehetett. A köd mögött néhány galaxis is látható ám ezek távolsága sokkal nagyobb, mint maga a ködé, több millió fényévre tehető.